# Recht in eigen hand
Recht in eigen hand is een hoorspel van Nikolai von Michalewsky. Auf eigene Faust werd in 1972 door de Hessischer Rundfunk uitgezonden. De Nederlandstalige versie werd in twee delen uitgezonden door de AVRO op radio-omroep Hilversum I, waarvan de eerste plaatsvond op dinsdag 5 april 1977. De regisseur was Hero Muller. Het hoorspel duurde 48 minuten.

## Rolbezetting
- Pieter Lutz (Beuthin)
- Willy Brill (Marion, zijn vrouw)
- Frans Somers (Meyer, bediende)
- Joke Reitsma-Hagelen (Helga Zobel, secretaresse)
- Willy Ruys (commissaris Kaminski)
- Huib Orizand (commissaris Lobesam)
- Piet Ekel (brigadier Schröder & een Italiaan)
- Frans Vasen (journalist)
- Pieter Groenier (agent)
- Wim de Meyer (afperser)

## Inhoud
Meneer Beuthin, manager in de scheepswerfbranche, meent zijn hoge positie door arrogant en autoritair optreden te moeten onderstrepen. Even stuurs reageert hij, als zijn vrouw hem tijdens een vergadering opbelt en hem om hulp vraagt, omdat de negenjarige zoon na school niet naar huis gekomen is: ze moet een cognac drinken en de chauffeur naar de bengel laten zoeken. Als er in de late namiddag nog steeds geen spoor van hem is, wordt hij ook nerveus. Hij snauwt iedereen toe, wie zijn weg ook kruist. Daaronder ook een politieman, naast wie toevallig een reporter staat. De volgende morgen meldt de pers: ontvoering van de zoon van Beuthin, en prompt meldt zich een afperser…